# Ночнар австралійський

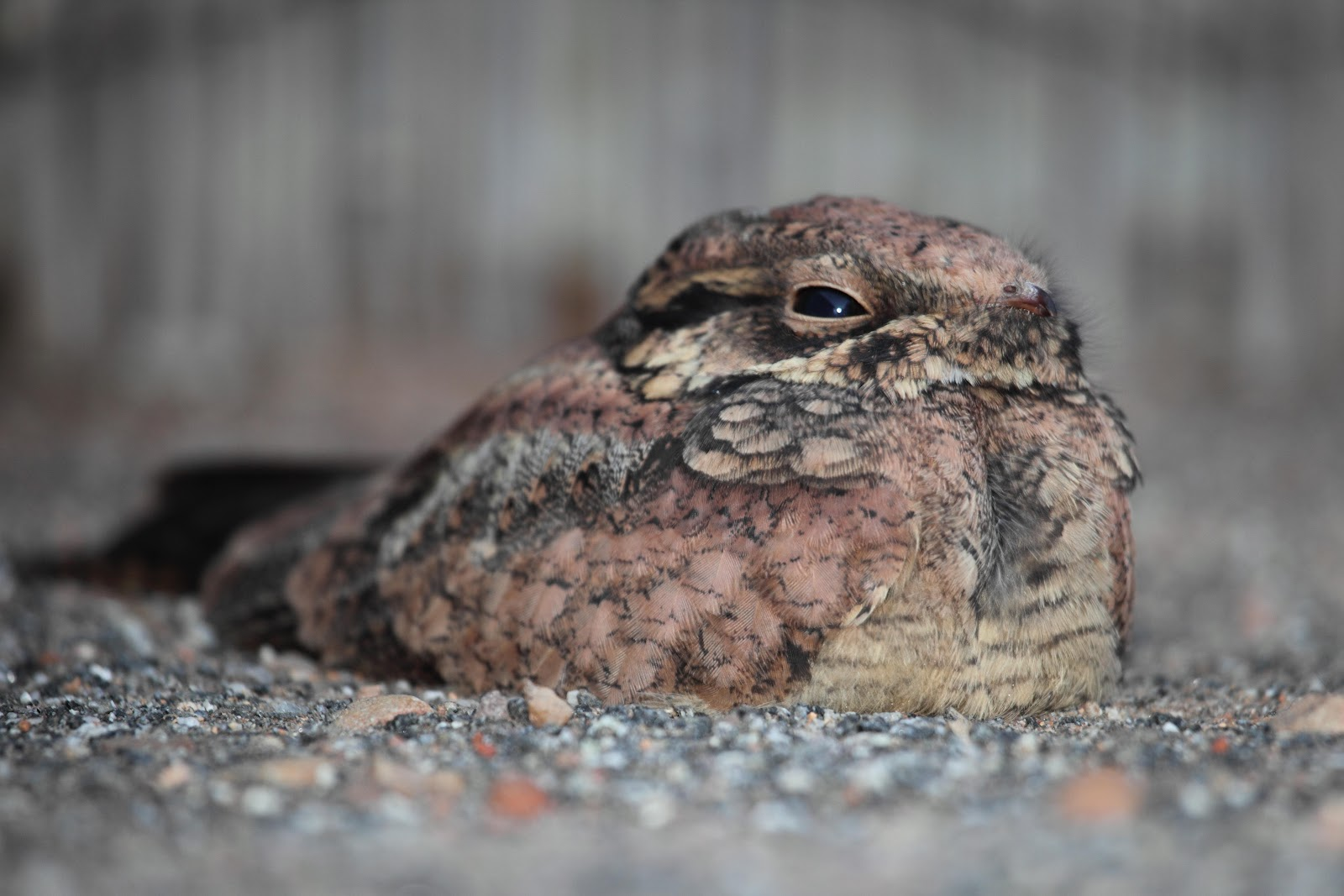
Австралійський ночнар

Ночна́р австралійський (Eurostopodus argus) — вид дрімлюгоподібних птахів родини дрімлюгових (Caprimulgidae). Мешкає в Австралії і Індонезії.

## Опис
Австралійські ночнарі є одними з найбільших і найяскравіших представників родини дрімлюгових. Їх пістряве, плямисте забарвлення допомагає птахам маскуватися на червоному або коричневому ґрунті, серед каміння, опалого листя і хмизу. Середня довжина австралійського ночнаря становить 25-28 см, середня вага самців становить 81-132 г, самиць 74-123 г.
Голова переважно сіра, плямиста, пера на тімені чорні з рудуватими або охристими краями, скроні чорнуваті, поцятковані охристими плямами. На задній частині шиї рудий або охристий "комір", поцяткований чорними плямками. Верхня частина тіла сіра, поцяткована охристими або рудувато-чорними смужками. Покривні пера крил сірі або чорнуваті, поцятковані рудими або охристими плямками. Чотири крайніх першорядних покривних пера крил на кінці білі, формують характерне "дзеркальце". На горлі є пара великих білих плям овальної форми, верхня частина горла чорнувата, поцяткована охристими плямами. Нижня частина горла і груди охристі, поцятковані чорнувато-бурими смугами і сірими плямками, решта нижньої частини тіла охриста. Дзьоб має тілесно-коричневе або чорнувате забарвлення, знизу біля основи він дещо світліший. Очі карі або темно-карі, лапи коричневі, пазури темні.
Виду загалом не притаманний статевий диморфізм, однак самиці мають дещо світліше. рудувато-коричневе забарвлення спини, нижньої частини тіла і "коміра", білі плями на крилах у них менш помітні. У молодих птахів верхня частина тіла поцяткована дрібними плямками, їхнє забарвлення загалом є більш рудим, ніж у дорослих птахів, на тімені у них є вузька центральна смуга. Білі плями на покривних перах крил у них менші, мають охристі края. Груди у молодих птахів більш сірі, сильніше поцятковані, покриті темними смужками, що переходять на живіт. Пташенята вилупляються рівномірно покритими коротким рудувато-коричневим пухом, незабаром пісця цього вони линяють, набуваючи ювенільного забарвлення.

### Вокалізація
Типовий шлюбний клич австралійських ночнарів включає від 9 до 12 нот, висота і частота яких поступово підвищується, тісля чого іде серія булькаючих звуків. Знаходячись на землі, наближаючись до місця свого гніздування, птахи можуть видавати звуки, схожі на жаб'яче кумкання і тихо воркувати. Їх мелодійних територіальний спів триває 4-6 секунд, починається з 2-5 висхідних нот, кажна з яких стає све швидшою, за якими іде швидка серія з 8-15 високих подвійних нот.

## Поширення і екологія
Австралійські ночнарі мешкають на більшій частині Австралії, за винятком районів на схід і південь від Великого Вододільного хребта (від центрального Квінсленду до південного сходу Південної Австралії) та за винятком Тасманії. Північні популяції є осілими або локально кочовими, тоді як частина представників південних популяції взимку, з травня по вересень, мігрує на північ континенту, а також на острови Ару в Індонезії та на деякі острови в морі Банда. Бродячі особини спостерігалися на заході Нової Гвінеї.
Австралійські ночнарі зустрічаються в різноманітних природних середовищах, від пустель до мангрових лісів. Віддають перевагу сухим місцевостям, зокрема лісистим саванам, тропічним лісам і рідколіссям, маллі, чагарниковим заростям, зокрема заростям акації мульги (Acacia aneura), а також лукам. Австралійські ночнарі уникають густих тропічних лісів і луків, порослих високою травою. На островах Індонезії австралійські ночнарі зимують в саванах, на луках та на узліссях тропічних лісів.

## Поведінка
Австралійські ночнарі ведуть присмерковий спосіб життя і є найбільш активними після настання темряви і перед світанком. День вони зазвичай проводять, сховавшись на землі, рідше на дереві. Зустрічаються зазвичай поодинці, під час міграції іноді утворюють зграї до 15 птахів. Живляться комахами, яких ловлять в польоті, на відносно невеликій висоті в межах 20-30 м над землею. Були помічені випадки, коли пролітаючи над водоймою, австралійські ночнарі в польоті пили воду. Однак вони можуть отримувати вологу і з комах.

### Розмноження
Сезон розмноження триває з вересня по грудень, північні популяції починають гніздитися ріше, ніж південні. В центральній Австралії австралійські ночнарі зазвичай починають гніздитися після сильних дощів. Дорослі птахи де будують гніздо, замість цього одне світле, жовтувато-зелене яйце відкладається просто на землю, серед опалого листя, гілочок і хмизу. Інкубаційний період триває 30 днів, насиджують і самиці, і самці. Пташенята починають літати через 20 днів після вилуплення і стають повністю самостійними у віці 30 днів. При спиятливих умовах симички можуть відкласти друге яйце, коли пташеняті виповниться приблизно 22 дні. Було зафіксовано, що самиці можуть відкладати до 5 яєць. Зазвичай за сезон вилуплюється двоє пташенят.